# Channel manager
Un Channel Manager est un outil logiciel généralement proposé pour fonctionner comme logiciel en tant que service, qui a pour fonction d'alimenter et d'automatiser les différents canaux (channel) ou plates-formes informatiques de distribution choisis par l'utilisateur. Le secteur de l'hôtellerie utilise ce type d'outil pour mettre à jour les disponibilités et les caractéristiques de prix et de conditions commerciales de leurs hébergements sur les différentes plateformes de réservation (Online Travel Agency ou OTA, office de tourisme, , etc.).
Un Channel Manager crée ainsi un connecteur informatique bidirectionnel vers les plates-formes informatiques en centralisant les informations. Il permet par ailleurs de robotiser la transmission des informations sans avoir à répéter la manipulation pour chaque canal de distribution. De même, il permet également de synchroniser les disponibilités des hébergements de manière à éviter les surréservations (lorsqu’un hébergement est vendu sur une plateforme, il est immédiatement affiché comme non disponible sur les autres).
Les plateformes de distribution ou OTA les plus connus sont : Airbnb, Booking.com, Expedia, Tripadvisor.

## Histoire
L'usage des Channel Manager est assez récente puisque les premières outils datent du milieu des années 2000. Nous pouvons par exemple citer les outils développés par Gavin Jeddo, en Nouvelle-Zélande en 2008.

## Mode de tarification
Il existe aujourd'hui principalement deux modes de tarification en fonction du Channel Manager :
- une version avec abonnement mensuel sous forme de tarif dégressif en fonction du nombre d'hébergements inscrits sur le moteur du Channel Manager. En fonction des options retenues, les prix sont en général de 40 euros à 100 euros mensuel par hébergement en fonction du niveau de service du Channel Manager. Ce type de tarif est généralement intéressant pour les hôtels ou les propriétaires de plusieurs dizaines de gites ou d'hébergements ;
- Une facturation basée sur un pourcentage sur la location de l'hébergement (généralement entre 4 et 7 %). Ce mode de tarification est généralement proposé aux propriétaires de peu de gites ou d'hébergements ;
- Enfin, il existe des Channel Manager proposant des offres mixant les deux tarifications ci-avant.

## Fonctions informatiques communes à tous les Channel Manager
Les fonctions les plus courantes proposées par les Channel Manager du marché sont les suivantes :
- Synchronisation bi-directionnelle du calendrier entre les différentes plates formes de réservation et tout particulièrement les OTAs ;
- Récupération et centralisation des informations de réservation ;
- Traitement mutualisé des informations de prix des hébergements auprès de l'ensemble des plateformes de réservation.

## Fonctions complémentaires proposées par les Channel Manager les plus avancés
- Rédaction automatique de contrat de location ;
- Automatisation et gestion en ligne de cautionnement ;
- Calcul et demande de paiement de la taxe de séjour ;
- Centralisation des messages ;
- Envoi automatique de messages et de documents (code d'accès, livret d’accueil...) ;
- Gestion différencié des équipements des hébergements en fonction des différentes plates formes de réservation ;
- Possibilité de programmation de fonction propre à ses besoins à l'aide d'une interface de programmation ou d'outils de type Zapier.